# Winnertzia maacki
Winnertzia maacki är en tvåvingeart som beskrevs av Boris Mamaev 1975. Winnertzia maacki ingår i släktet Winnertzia och familjen gallmyggor. Inga underarter finns listade i Catalogue of Life.